# 1944 (альбом)
«1944» — четвертий студійний альбом української співачки Джамали, виданий 2016 року в Європі та Сполучених Штатах Америки. Він являє собою збірку пісень із попередніх альбомів співачки, виданих у різні роки. Релізом альбому займався «Universal Music Group», з яким Джамала підписала угоду під час перебування на пісенному конкурсі «Євробачення».

## Передісторія
У лютому 2016 року Джамала взяла участь у національному відборі на 61-й пісенний конкурс «Євробачення». У першому півфіналі вона виконала авторську пісню «1944», і згідно з результатами глядацького голосування та журі вийшла до фіналу, у якому здобула перемогу.
10 травня, спеціально до пісенного конкурсу «Євробачення», було видано мініальбом «1944», реліз якої здійснив «Enjoy! Records». До неї ввійшли пісні з попередніх альбомів співачки та однойменна пісня, з якою вона представляла Україну на конкурсі. Уночі проти 15 травня у фіналі «Євробачення» Джамала здобула перемогу, набравши 534 бали.
Під час перебування на пісенному конкурсі вона підписала контракт із «Universal Music Group», який мав видати повноцінний альбом співачки за межами України. Новий альбом став збіркою пісень з «All or nothing», «Thank You», «Подих» та однойменного мініальбому. У Європі його було видано 10 червня 2016 року під лейблом «Universal Music Denmark», а в Сполучених Штатах Америки — 10 липня під лейблом «Republic Records».

## Список пісень
| 1944 – мініальбом | 1944 – мініальбом | 1944 – мініальбом                  | 1944 – мініальбом    | 1944 – мініальбом |
| #                 | Назва             | Автор слів                         | Автор музики         | Тривалість        |
| ----------------- | ----------------- | ---------------------------------- | -------------------- | ----------------- |
| 1.                | «1944»            | Артур Антонян, С. Джамаладінова    | Сусана Джамаладінова | 3:00              |
| 2.                | «Watch over me»   | Марія Квінтіл                      | С. Джамаладінова     | 5:47              |
| 3.                | «Hate love»       | А. Антонян, С. Джамаладінова       | С. Джамаладінова     | 3:46              |
| 4.                | «I'm like a bird» | С. Джамаладінова, Олена Чубуклієва | С. Джамаладінова     | 3:33              |
| 5.                | «Thank you»       | А. Антонян                         | С. Джамаладінова     | 3:22              |
| 19:28             |                   |                                    |                      |                   |

| 1944 – студійний альбом | 1944 – студійний альбом | 1944 – студійний альбом            | 1944 – студійний альбом | 1944 – студійний альбом |
| #                       | Назва                   | Автор слів                         | Автор музики            | Тривалість              |
| ----------------------- | ----------------------- | ---------------------------------- | ----------------------- | ----------------------- |
| 1.                      | «1944»                  | А. Антонян, С. Джамаладінова       | С. Джамаладінова        | 3:00                    |
| 2.                      | «I'm like a bird»       | С. Джамаладінова, О. Чубуклієва    | С. Джамаладінова        | 3:33                    |
| 3.                      | «Hate love»             | А. Антонян, С. Джамаладінова       | С. Джамаладінова        | 3:46                    |
| 4.                      | «Watch over me»         | Марія Квінтіл                      | С. Джамаладінова        | 5:47                    |
| 5.                      | «Perfect man»           | А. Антонян                         | С. Джамаладінова        | 3:45                    |
| 6.                      | «My lover»              | А. Антонян                         | С. Джамаладінова        | 3:38                    |
| 7.                      | «Drifting apart»        | С. Джамаладінова                   | «The Erised»            | 3:31                    |
| 8.                      | «You'v got me»          | А. Антонян, С. Джамаладінова       | С. Джамаладінова        | 3:24                    |
| 9.                      | «Thank you»             | А. Антонян                         | С. Джамаладінова        | 3:22                    |
| 10.                     | «With my eyes»          | С. Джамаладінова, Вікторія Платова | С. Джамаладінова        | 4:33                    |
| 11.                     | «Way to home»           | С. Джамаладінова, В. Платова       | С. Джамаладінова        | 4:26                    |
| 12.                     | «Breath»                | С. Джамаладінова, В. Платова       | С. Джамаладінова        | 4:29                    |
| 48:24                   |                         |                                    |                         |                         |

## Історія релізу
| Регіон  | Дата           | Формат                                 | Лейбл                   |
| ------- | -------------- | -------------------------------------- | ----------------------- |
| Україна | 10 травня 2016 | Цифрова дистрибуція, компакт-диск (МА) | Enjoy! Records          |
| Європа  | 10 червня 2016 | Цифрова дистрибуція, компакт-диск      | Universal Music Denmark |
| США     | 10 липня 2016  | Цифрова дистрибуція, компакт-диск      | Republic Records        |